# Czesław Chmielewski (działacz Solidarności)
Czesław Chmielewski (ur. 8 czerwca 1941 w Bolesławcu) – polski nauczyciel, działacz NSZZ „Solidarność”.

## Życiorys
Czesław Chmielewski pracował w latach 60. i 70. pracował jako nauczyciel fizyki: w latach 1964–1965 w liceum ogólnokształcącym w Zawadzkiem, następnie w szkole podstawowej, w LO w Gogolinie, w latach 1969–1971 w Zespole Szkół Zawodowych nr 4 w Opolu, w latach 1971–1972 w LO w Milówce, a w latach 1972–1990 w II LO w Opolu (z przerwą w roku 1982).
Był członkiem NSZZ „Solidarność” od września 1980 roku, działając jako współorganizator, a następnie przewodniczący Tymczasowej Komisji Zakładowej Pracowników Oświaty i Wychowania (POiW) w Opolu, pełnił funkcję wiceprzewodniczącego Sekcji Regionalnej POiW Śląska Opolskiego. W okresie od października 1980 roku do marca 1981 roku był członkiem MKZ w Opolu. W 1981 roku był jednym z redaktorów serwisu informacyjnego „Bryk” wydawanego przez Komisję Zakładową „S” POiW w Opolu (we współpracy z Anną Adamczyk, Zbigniewem Babskim, Anielą Górzną i Romanem Kwolkiem). Pełnił funkcję członka Prezydium KZ POiW w Opolu. W maju i lipcu 1981 roku był delegatem na I Walny Zjazd Delegatów Regionu Śląsk Opolski. We wrześniu i październiku 1981 roku był delegatem na I Krajowy Zjazd Delegatów NSZZ „Solidarność”.
Po wprowadzeniu stanu wojennego był jednym z organizatorów pomocy dla represjonowanych i ich rodzin (m.in. z ks. Alojzym Sitkiem). Kolportował wydawnictwa podziemne (m.in. „Sygnały Wojenne”, „Solidarność Nauczycielską”, „Z Dnia na Dzień” i inne). W roku 1982 współorganizował podziemne struktury „S” POiW w rejonie Opola (we współpracy z A. Adamczyk, Z. Babskim, Wiesławą Ceglińską-Sempruch, Ireną Chmielewską, Krystyną Cieszyńską, Aleksandrem Gogołowiczem, Małgorzatą Mochniak, Wandą Pilch, Bożeną Reszke-Marzec, Kazimierzem Sempruchem, Władysławem Szewczykiem i innymi). W okresie 1982–1983 był jednym z redaktorów podziemnego pisma „Solidarność Nauczycielska” wydawanego w Opolu w formie kopii maszynopisowych (we współpracy z A. Adamczyk, Z. Babskim, W. Ceglińską-Sempruch i R. Kwolkiem). W czerwcu 1982 roku został zwolniony z pracy w II LO, przywrócony w grudniu 1982 roku wyrokiem Sądu Pracy.
W 1989 roku był członkiem Opolskiego Komitetu Obywatelskiego „S”. W latach 1989–1990 pełnił funkcję wiceprzewodniczącego Sekcji Regionalnej POiW Regionu Śląsk Opolski. Był członkiem Prezydium KZ POiW w Opolu, w 1990 roku został wybrany delegatem na Walny Zjazd Delegatów Regionu Śląsk Opolski. 
W latach 1990–1994 pracował jako kurator oświaty w Opolu, od roku 1994 przebywa na emeryturze. 
Pełnił również funkcję prezesa Katolickiego Stowarzyszenia Wychowawców Oddział w Opolu (w latach 1995–1998). Od 1998 roku jest pełnomocnikiem Akademii Ekonomicznej w Katowicach ds. organizacji studiów podyplomowych w Opolu.